# Alsgade
Alsgade er en gade på Vesterbro i København, der går fra Enghavevej til Vesterfælledvej. Gaden blev navngivet i 1915 efter den sønderjyske ø Als. Den indgår i en større gruppe af gader i bydelen, der er opkaldt efter lokaliteter i Sønderjylland og Slesvig.
Mellem Enghavevej og Slesviggade er gaden omgivet af etageejendomme med simple facader i røde mursten, som der blev opført mange steder i Københavns Kommune i 1920'erne og 1930'erne. Karréen Sønder Boulevard 112-114 / Dannevirkegade 19-27 / Enghavevej 66-74 / Alsgade 1 blev for eksempel opført af kommunen i 1928-1929 og taget i brug i 1930. Den blev omdannet til andelsboligforeningen Enghavegården i 1995. I den anden ende af gaden ligger karréen Vesterfælledvej 61-73 / Alsgade 24 / Ejderstedgade 18-32 / Ny Carlsberg Vej 37, der blev opført i 1917 efter tegninger af arkitekten Christian Mandrup-Poulsen.
I blokken mellem Alsgade, Slesviggade, Angelgade og Vesterfælledvej ligger komplekset Bryggergården. Det blev opført i 1974-1975 for at give bydelen forskellige sociale institutioner og rekreative centre, der længe havde været en mangelvare i området. Komplekset er opført med jernbetonkonstruktioner og udfyldningsmurværk i røde tegl. I Alsgade 15 i komplekset ligger den selvejende institution plejehjemmet Bryggergården, der blev indviet i 1974. Det blev til på initiativ at bryggeriet Carlsberg, der dengang lå på den anden side af Vesterfælledvej, og den frivillige sociale organisation Plejehjemskomiteen af 1965. Plejehjemmet er indrettet med 34 boliger til personer med alkoholrelateret demens og 6 almindelige plejehjemsboliger.
På den ene side af gaden ligger den sydlige del af Vesterbro Ny Skole. Denne del af skolen blev oprettet som Alsgade Skole i 1921 i forlængelse af Ny Carlsbergvejens Skole fra 1913. De to skoler blev lagt sammen til Vesterbro Ny Skole i 2004.